# Mankodu, Sagar
Mankodu là một làng thuộc tehsil Sagar, huyện Shimoga, bang Karnataka, Ấn Độ.